# Kanholmsfjärden
Kanholmsfjärden est un fjärd situé dans l'archipel de Stockholm en  Suède,.

## Géographie
Le Kanholmsfjärden est l'une des plus grands fjärds de l'archipel de Stockholm et il s'étend entre les îles de Vindö et de Skarpö à l'ouest, Harö à l'est et Runmarö au sud. 
Sa principale voie navigable en provenance des ports de Stockholm. se divise en deux branches, la Sandhamnsleden et la Landsortsleden. 
Le Husaröleden part aussi du Kanholmsfjärden vers la région du Furusund.
Depuis avril 2011, l'Institut suédois de l'environnement IVL dispose d'une installation d'oxygénation ancrée à Kanholmsfjärden.
Lorsque l'installation a été endommagée, on a d'abord soupçonné que les exercices sous-marins de la marine suédoise en étaient la cause, ce que les forces armées suédoises ont nié.
Au cours de l'été 2012, l'eau a été oxygénée jusqu'au fond, ce qui a permis, entre autres, le retour de la morue dans le fjärd.
Dans la partie nord-ouest de Kanholmsfjärden se trouve, entre autres, l'île d'Ängsholmen, où le financier Ivar Kreuger possédait une villa d'été.

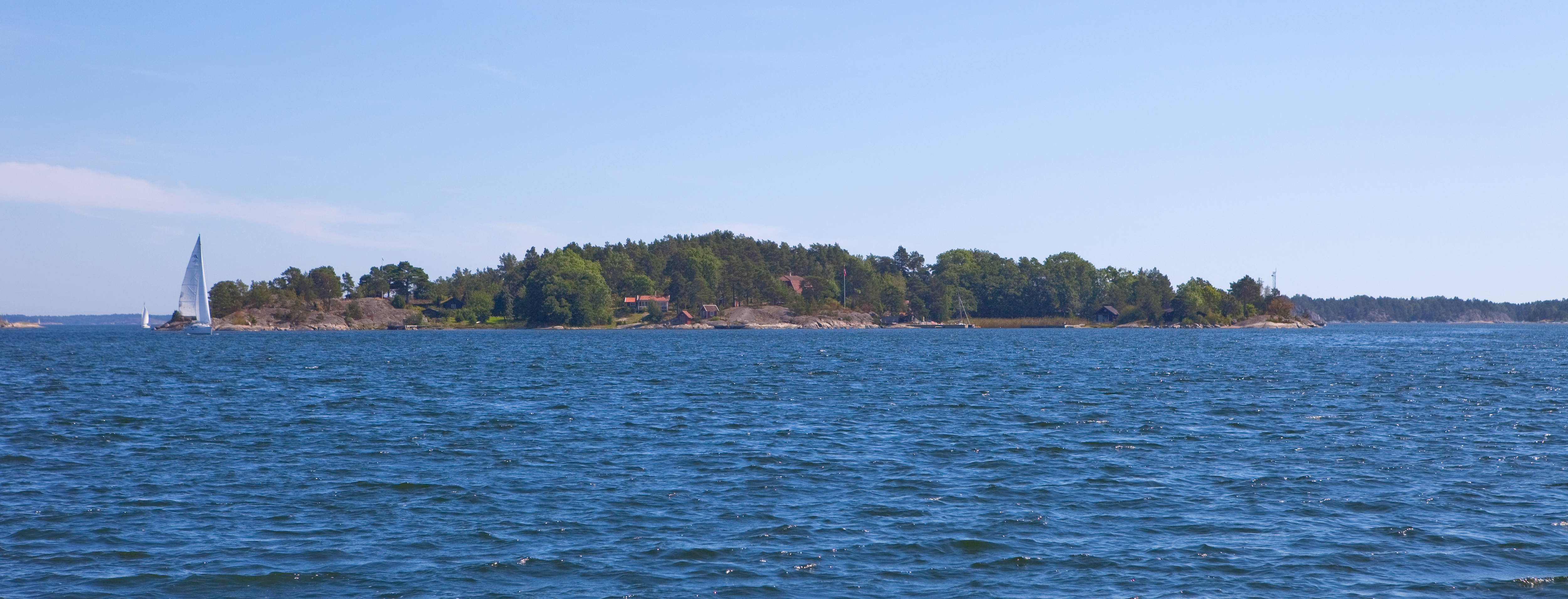
Stora Kanholmen.

## Évènements
Le 21 juin 2009, une sous-compétition sous la forme d'une course portuaire a eu lieu dans le cadre de la célèbre compétition de voile Volvo Ocean Race dans le Kanholmsfjärden, et le responsable de presse de la Volvo Ocean Race, Marcus Hutchinson, a déclaré que « Jamais dans l'histoire de l'America's Cup et de la Volvo Ocean race il n'y a eu autant de bateaux spectateurs sur l'eau ».

## Galerie

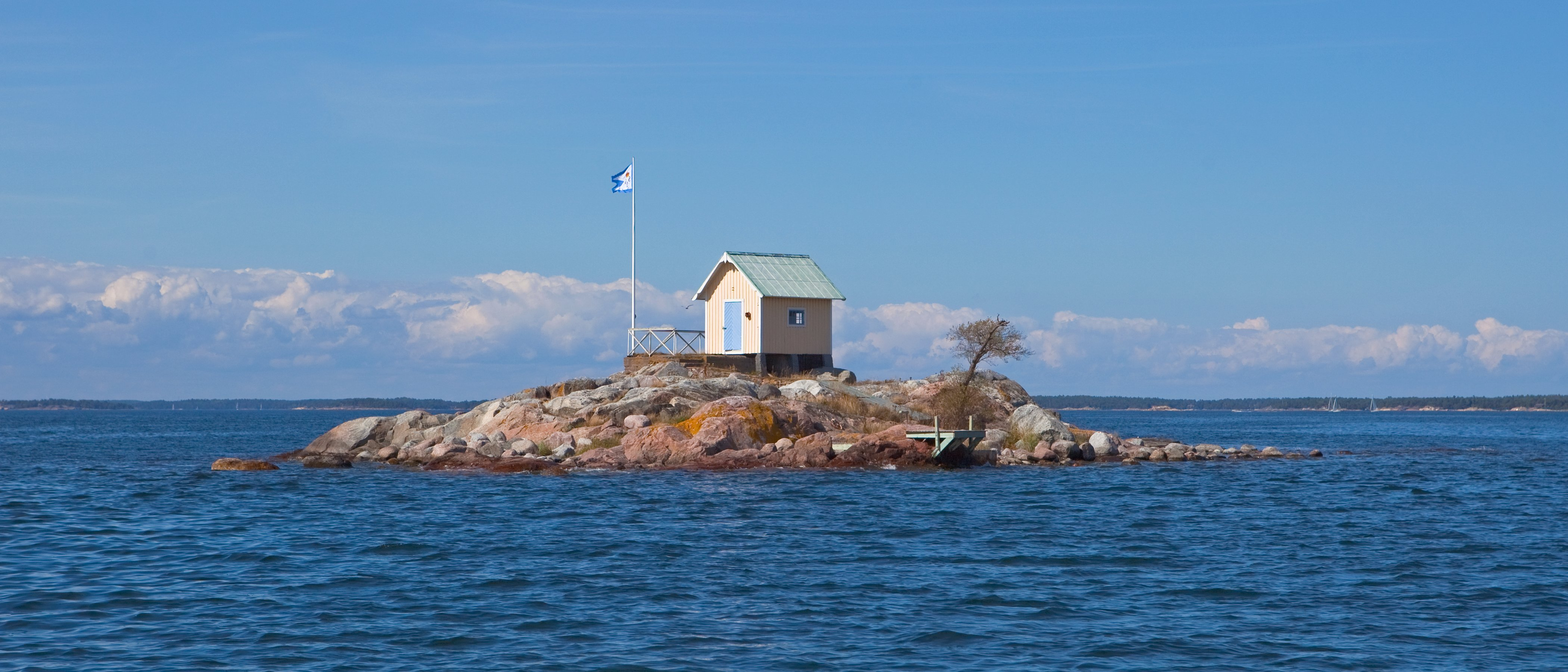
Pavillon de voile KSSS sur Lilla Gastholmsgrund à Kanholmsfjärden.
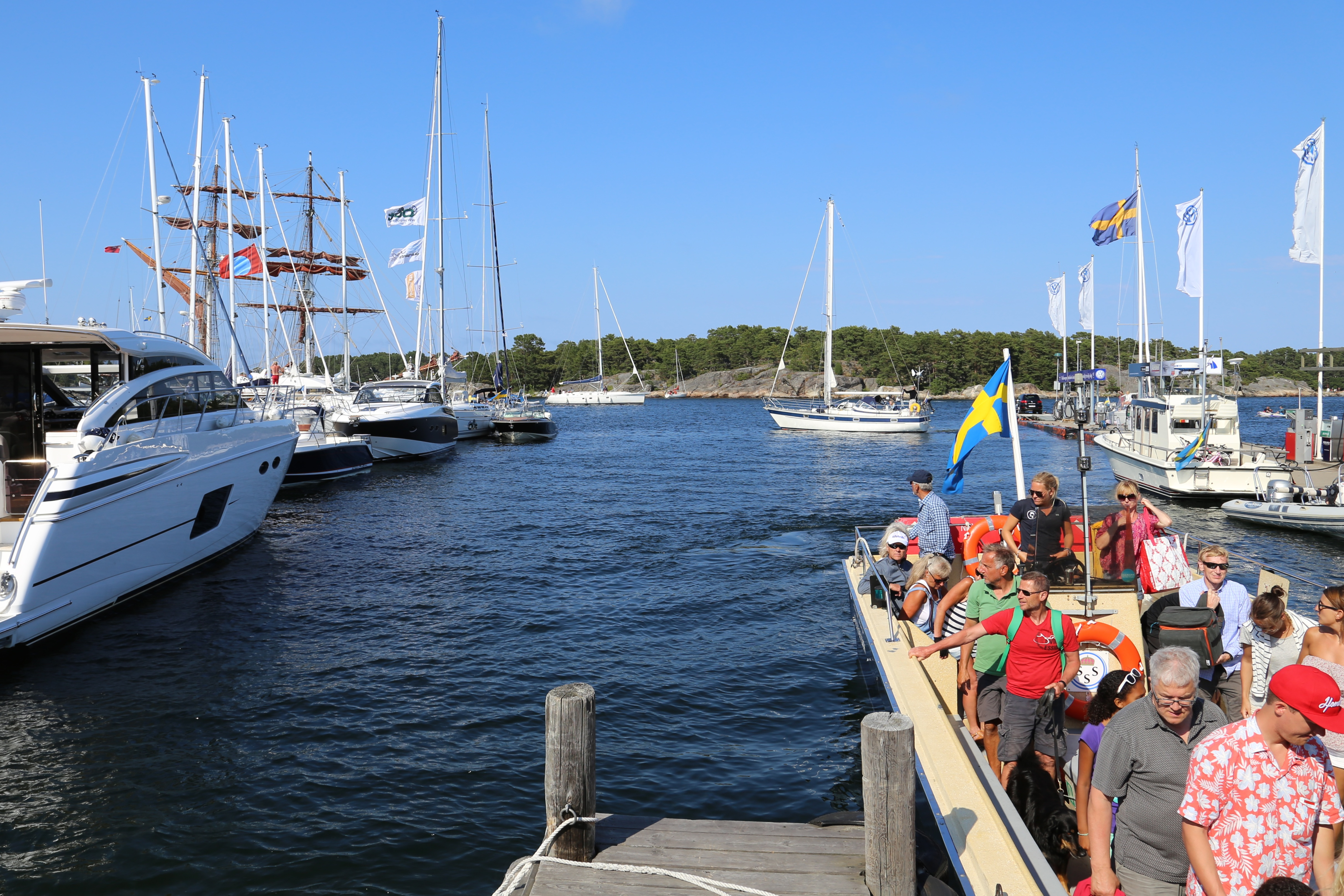
Débarquement du traversier de Lökholmen.